# 井冈寒竹
井冈寒竹（学名：Gelidocalamus stellatus）为禾本科短枝竹属下的一个种。其种加词“stellatus”意为“星斑的”。